# A One Man Show
A One Man Show (español: Un espectáculo de un hombre) es un documental con música de la cantante jamaicana Grace Jones, filmada entre 1981-1982. La película fue lanzada por primera vez en 1982 para promocionar el álbum Living My Life y fue reeditada en VHS y laserdisc por Island Records, PolyGram y Spectrum Music a través de los años 1980 y 1990. También fue relanzado bajo el título de State of Grace (español: Estado de Grace), que tiene el mismo repertorio pero la última pista es reemplazada por "Slave to the Rhythm" de 1985. A One Man Show sigue siendo inédito en DVD.
La versión de vídeo captura en parte las actuaciones en directo de una gira de Jones A Man One Show que fue filmado en el Teatro Drury Lane de Londres y en Nueva York en 1981, como "Walking in the Rain", "La Vie en Rose" y "Warm Leatherette", combinado con imágenes de estudio y canciones como "Living My Life" y "I've Seen That Face Before (Libertango)". La película fue dirigida por Jean-Paul Goude y editada por Peter Shelton. Fue nominada a un Grammy a la categoría Mejor video musical Versión Larga.
La introducción del espectáculo es un montaje de fotos de algunas de las imágenes más famosas de Jones, incluyendo el "tigre en una jaula" (retrato) y el "gemelo desnudo" (foto).

## Lista
1. "Warm Leatherette" (Daniel Miller)
2. "Walking in the Rain" (Harry Vanda, George Young)
3. "Feel Up" (Grace Jones)
4. "La Vie en Rose" (Édith Piaf, Louigny)
5. "Demolition Man"  (Sting)
6. "Pull Up to the Bumper" (Koo Koo Baya, Grace Jones, Dana Mano)
7. "Private Life" (Chrissie Hynde)
8. "My Jamaican Guy" (Grace Jones)
9. "Living My Life" (Grace Jones)
10. "I've Seen That Face Before (Libertango)" (Astor Piazzolla, Barry Reynolds, Dennis Wilkey, Nathalie Delon)

## Relanzamiento en DVD
A principios de 2006 en la filial de Universal Pictures se anunció que A One Man Show iba a ser relanzado en DVD. Sin embargo, el DVD no ha llegado a pasar.

## Premios

### Grammy
| Año  | Resultado | Premio        | Categoría/Destinatario(s)                     |
| ---- | --------- | ------------- | --------------------------------------------- |
| 1984 | Nominada  | Premio Grammy | Mejor video musical Versión Larga Grace Jones |